# Adolf Strauß
Adolf Strauß (ur. 6 września 1879 w Schermcke, zm. 20 marca 1973 w Lubece) – niemiecki oficer Wehrmachtu w stopniu Generalobersta. Służył w czasie I i II wojny światowej. Podczas inwazji na Związek Radziecki w 1941 roku Strauß kierował działaniami 9 Armii wchodzącej w skład GA Środek. Za swoją służbę został odznaczony Krzyżem Rycerskim Krzyża Żelaznego.

## Odznaczenia
- Krzyż Żelazny (1914) 
  - II klasy
  - I klasy
- Krzyż Rycerski Orderu Rodu Hohenzollernów z Mieczami
- Krzyż Hanzeatycki
- Order Rodu Lippischer z Mieczami
- Austriacki Krzyż Zasługi Wojskowej – III klasa
- Honorowy Krzyż Kombatantów
- Wehrmacht-Dienstauszeichnung
  - IV klasy
  - I klasy
- Zapinka do Krzyża Żelaznego
  - II klasy
  - I klasy
- Krzyż Rycerski Krzyża Żelaznego (27 października 1939)